# Kärleken från min Skapares hand
Kärleken från min Skapares hand är en psalm med text och musik skriven 1978 av Bengt Eriksson.

## Publicerad i
- Segertoner 1988 som nr 550 under rubriken "Att leva av tro - Förtröstan - trygghet".[1]